# Robert Folger Thorne
Robert Folger 'Bob' Thorne (Spring Lake (New Jersey), 13 juli 1920 - 24 maart 2015) was een Amerikaanse botanicus. Hij trad in 1962 in dienst bij de Rancho Santa Ana Botanic Garden, waar hij tot enkele jaren voor zijn dood werkzaam was. Daarnaast was hij hoogleraar  aan de Claremont Graduate University in Claremont. Thornes onderzoek heeft bijgedragen aan het begrip van de evolutie van de bedektzadigen.
- Author citation (botany): Thorne
- International Standard Name Identifier: 0000 0000 4137 5424
- Library of Congress Control Number: no94026715
- Réseau des bibliothèques de Suisse occidentale: 02-A003899172
- Virtual International Authority File: 51266685
- WorldCat: E39PBJvHd9kbqG4W7KvY7tPRKd